# Snappy Gum Island
Snappy Gum Island, ist eine unbewohnte Insel im australischen Bundesstaat Western Australia. Die Insel gehört zu den Montebello-Inseln. Sie ist 86 Kilometer vom australischen Festland entfernt.
Die Insel ist 100 Meter lang und 50 Meter breit. In der Nähe liegen die Inseln Bloodwood Island, Solanum Island und Boab Island.